# Panaon (eiland)
Panaon is een eiland in de Filipijnse provincie Southern Leyte in de centrale eilandengroep Visayas. Het eiland heeft een lengte van ruim 32 kilometer en is bestuurlijk gezien opgedeeld in vier gemeenten: Pintuyan, San Francisco en San Ricardo en Liloan (dat deels ook op Leyte ligt).
Panaon is een van de locaties in de Filipijnen waar goud is gevonden. Er wordt al sinds de Spaanse koloniale tijd goud gedolven. Het eiland staat tevens bekend als een goede duiklocatie.